# Aude Legastelois
Aude Legastelois (* 14. Oktober 1987 in Paris), auch Aude Legastelois Bidé oder Aude Legastelois-Bidé, ist eine französische Schauspielerin und Sängerin.
Ihr Vater war aus Benin nach Frankreich eingewandert. Im Alter von 20 Jahren, bevor sie Schauspielerin wurde, begann sie als Mannequin zu arbeiten. Von 2014 bis 2019 war Mathieu Kassovitz ihr Lebensgefährte. Legastelois beherrscht das Thaiboxen.
International bekannt wurde Legastelois in der Rolle der Kriminalsergeantin (Detective Sergeant) Madeleine Dumas in den Folgen 8.07 bis 9.08 der Fernsehserie Death in Paradise.

## Filmografie
- 2014: 4 Avril 1968 (Kurzfilm)
- 2017–2018: Le rêve français (2 Folgen)
- 2018: Nox (2 Folgen)
- 2018: Contromano (Spielfilm)
- 2018: Budapest (Spielfilm)
- 2018–2018: Plan Coeur – Der Liebesplan (4 Folgen)
- 2019: La Promesse de l’Eau (Fernsehfilm)
- 2019–2020: Death in Paradise (10 Folgen)
- 2021: Agatha Christie: Mörderische Spiele (1 Folge)
- 2021: C’était un rendez-vous 2021 (Kurzfilm)
- 2023: Le Code (1 Folge)